# 西里爾·維爾馬
西里爾·維爾馬（英語：Siril Verma，1999年12月25日—），來自特伦甘纳邦，印度男子羽毛球運動員。

## 簡歷
2015年11月，西里爾·維爾馬出戰世界青年羽毛球錦標賽男子單打項目，在決賽中以1-2的成績（21-17、10-21、7-21）不敵來自台灣的呂家弘，屈居亞軍。

## 主要比賽成績
| 年份   | 賽事                     | 公開賽級別 | 項目     | 成績   |
| ------ | ------------------------ | ---------- | -------- | ------ |
| 2015年 | 世界青年羽毛球錦標賽     | 其他       | 男子單打 | 亞軍   |
| 2016年 | 俄羅斯羽毛球大獎賽       | 大獎賽     | 男子單打 | 亞軍   |
| 2018年 | 拉各斯羽毛球國際挑戰賽   | 國際挑戰賽 | 男子單打 | 準決賽 |
| 2019年 | 馬爾代夫羽毛球國際挑戰賽 | 國際挑戰賽 | 男子單打 | 亞軍   |
| 2019年 | 尼泊爾羽毛球國際挑戰賽   | 國際挑戰賽 | 男子單打 | 準決賽 |
| 2019年 | 南亞運動會羽毛球比賽     | 其他       | 男子團體 | 金牌   |
| 2019年 | 南亞運動會羽毛球比賽     | 其他       | 男子單打 | 金牌   |
| 2021年 | 捷克羽毛球公開賽         | 國際系列賽 | 男子單打 | 準決賽 |
| 2021年 | 威爾斯羽毛球國際賽       | 國際挑戰賽 | 男子單打 | 亞軍   |

| 2007-2017年 | 首要超級賽 | 超級賽 | 黃金大獎賽 | 大獎賽 | 國際挑戰賽 | 國際系列賽 | 未來系列賽 | 其他 |

| 2018-2026年 | 總決賽 | 超級1000賽 | 超級750賽 | 超級500賽 | 超級300賽 | 超級100賽 | 國際挑戰賽 | 國際系列賽 | 未來系列賽 | 其他 |